# A.S.D. Atletico Castenaso Van Goof
Associazione Sportiva Dilettantistica Atletico Castenaso Van Goof là một câu lạc bộ bóng đá Ý, có trụ sở tại Castenaso, Emilia-Romagna.

## Lịch sử

### Atletico Castenaso Van Goof
Câu lạc bộ được thành lập vào năm 2012 sau khi sáp nhập giữa ASD Castenaso Villanova và ASC Atletico Van Goof.

### Trước khi sáp nhập

#### Castenaso Villanova
ASD Castenaso Villanova  trong mùa 2011-12 được thăng hạng lần đầu tiên, từ Eccellenza Emilia-Romagna / B đến Serie D.

#### ASC Atletico Van Goof
ASC Atletico Van Goof được thành lập năm 1997 tại Terza Cargetoria Bologna vào mùa 2004-05 được thăng hạng lên Eccellenza Emilia-Romagna, nhưng ngay lập tức trở lại Promozione Emilia-Romagna. Trong mùa 2011-12, nó thậm chí còn bị rớt xuống Promozione Emilia-Romagna.

## Màu sắc và huy hiệu
Màu sắc của nó là đỏ và xanh.